# Lignol (Morbihan)
Lignol település Franciaországban, Morbihan megyében. Lakosainak száma 855 fő (2022. január 1.). Lignol Ploërdut, Locmalo, Persquen, Inguiniel, Kernascléden és Saint-Caradec-Trégomel községekkel határos.

## Népesség
A település népességének változása:
| Lakosok száma | 1370 | 1042 | 906  | 887  | 907  | 885  | 853  | 846  | 844  | 855  |
|               | 1968 | 1982 | 1990 | 2006 | 2013 | 2015 | 2017 | 2019 | 2020 | 2022 |